# أرماند غوتييه (رسام)
أرماند غوتييه (بالفرنسية: Armand Gautier)‏ هو رسام فرنسي، ولد في 19 يونيو 1825 في ليل في فرنسا، وتوفي في 29 يناير 1894 في باريس في فرنسا.